# 南方大学 (广州)
广州南方大学成立于1950年1月1日，校址位于广州东郊石牌；校长叶剑英，副校长陈维实、罗明。第一年招生3500人。南方大学设有6个学院：文教学院、行政学院、财经学院、政治研究学院、民族学院和华侨学院；此外举办工人干部班、农民班、渔民班、银行班等训练班。著名的专家、教授包括中共中央宣传部部长陆定一、公安部长罗瑞卿、中南军政委员会教育部长潘梓年、苏联专家尤金、
经济学家金德列夫等。
南方大学建校初期，师生们发扬南泥湾精神，自办农场、畜牧场、鱼塘和豆腐坊；此外还自盖校舍。学校出版物有《南方大学》和《南大熔炉》。
南方大学第二学年招生5100人。第三学年招生3700人。
1952年，全国高校院系调整，南方大学并入华南师范学院。